# Апингтон, Томас
Томас Апингтон (англ. Thomas Upington) (1844—1898), родившийся в Корке (Ирландии) — премьер-министр Капской колонии с 1884 по 1886 год, в честь которого назван город Апингтон, располагающийся в округе Сиянда.
Апингтон переехал в Капскую колонию в 1874 году и был назначен премьер-министром. До этого он был генеральным прокурором, в 1879 году, во время войны он участвовал в боевых действиях в Южной Африке.
Апингтон создал воинскую часть, известную как «Пехота Апингтона», и служил во время «9-й войны с Южной Африкой» (1877—1879), за которую он получил «Медаль Южной Африки». «Пехота Апингтона» включала в себя около 240 южноафриканцев, которые боролись против племен в Транскее.